# Gilles Binya
Gilles Augustin Binya (Yaundé, Camerún, 29 de agosto de 1984) y es un futbolista camerunés, que se desempeña como mediocampista y que actualmente milita, en el Elazığspor de la TFF Primera División.

## Clubes
| Club                 | País     | Año           |
| -------------------- | -------- | ------------- |
| Nassara Yaoundé      | Camerún  | 2001          |
| Constellacio Yaoundé | Camerún  | 2002          |
| Cotonsport Garoua    | Camerún  | 2003          |
| Tonnerre Yaoundé     | Camerún  | 2003 - 2004   |
| MC Oran              | Argelia  | 2004 - 2007   |
| SL Benfica           | Portugal | 2007 - 2009   |
| Neuchâtel Xamax      | Suiza    | 2009 - 2010   |
| Istanbul B.B.        | Turquía  | 2009 - 2010   |
| Gaziantepspor        | Turquía  | 2011-2015     |
| Elazığspor           | Turquía  | 2015-presente |

## Selección nacional
Ha sido internacional con la Selección de Camerún, ha jugado 17 partidos internacionales y no ha anotado goles.